# عين الملح
عين الملح مدينة وبلدية تابعة إقليميا إلى دائرة عين الملح بالجزائر.

## التسمية
عين الملح مدينة قديمة يعود أصل تسميتها إلى الماجن الذي كان بالأمس القريب مصدر رزق الأهالي من خلال مقايضة مادة الملح التي ينتجها ببقية المواد الغذائية التي يجلبها السكان من المناطق المجاورة على غرار التمر من أولاد جلال ببسكرة والخضروات من المنطقة التلّية.

## الموقع
تقع مدينة عين الملح بالجنوب الغربي لولاية المسيلة وهي منطقة فلاحية رعوية تبعد عن مقر الولاية بحوالي 120كم وقد أصبحت مقرا للدائرة خلال التقسيم الإداري لسنة 1974 وتضم 5 بلديات تحادي ولايتي الجلفة غربا وبسكرة جنوبا. وتعتبر منطقة عين الملح الممون الرئيسي للسوق الوطنية بمادة الجزر ذات النوعية الجيدة وتزود السوق الوطنية أيضا بأحسن وأجود نواع اللحوم الحمراء.

## المميزات
ومن الميزات التي تنفرد بها عين الملح بوابة جبل بوكحيل هو احتضانها لثورة التحرير الجزائرية.
وباعتبار المنطقة مدخلا لجبل بوكحيل فقد شهدت أقوى وأعتى المعارك على غرار معركة جبل ثامر التي قادها العقيدين «عميروش» و«سي الحواس» واستشهدا فيها. تكبد العدو الفرنسي في هذه المعركة خسائر جسيمة في الأرواح والعتاد ولا تزال إلى اليوم معالم المعركة وبقايا مجنزرات العدو وطائراته تشهد على ذلك. فقد صمدت ثلة قليلة من المجاهدين رفقة العقيدين ولقنوا العدو درسا لن ينساه وثبتوا في المعركة التي دامت طويلا حتى سقطوا شهداء.
من أبرز شهداء المنطقة الذين استشهدوا في معركة جبل ثامر في 29 مارس 1959م، الشهيد طيبي قويدر  المدعو «بوعزة»، الذي وُلد سنة 1939م بمنطقة أولاد «سيدي زيان».

## المساحة
تقع عين الملح في منطقة سهبية رعوية تتربع على مساحة قدرها 278.50 كم2 وحسب الإحصاء الأخير فقد بلغ عدد سكانها 50205 نسمة.

## أحياء المدينة
هناك عدة أحياء في المدينة نذكر منها مايلي:
- حي طريق ورير
- حي الرجل
- حي رأس العين
- حي القدس
- حي البساتين
- حي 24 فيفري
- حي 8 ماي 45
- حي السوق
- حي الرجل الشرقية
- حي أولاد علي
- حي المنطقة الصناعية (طريق القرية)
- حي 100 مسكن
- حي الكورنيش
- حي المستشفى

## مساجد المدينة
- مسجد عبد الله بن عباس
- مسجد عمر بن عبد العزيز
- مسجد علي بن أبي طالب
- مسجد عثمان بن عفان
- مسجد عقبة بن نافع
- مسجد بلال ابن رباح
- مسجد أبو بكر الصديق
- مسجد عبد الحميد بن باديس
- مسجد الزبير بن العوام
- مسجد الغزالي
- مسجد القدس
- مسجد النور
- مسجد عبد الله ابن رواحه
- مسجد الصحابة
- مسجد عائشة ام المؤمنين

## الثقافة والعمل الجمعوي
تحتوي البلدية على دار الشباب ومكتبة للمطالعة العمومية وعدة جمعيات ثقافية واجتماعية أبرزها: جمعية اصدقاء المستشفى وجمعية الإبداع والإبتكار العلمي فرع عين الملح، جل الحركات الجمعوية تعمل في المناسبات الدينية والوطنية فقط وذلك بسبب انعدام الغلاف المالي.
ينقص البلدية مركز ثقافي وكذا بيت للشباب وكذا الاهتمام بالجانب الثقافي من طرف الجهات المسؤولة أبرزها البلدية وكذا مديرية الثقافة لولاية المسيلة.

## التعليم في المدينة

### التعليم الابتدائي
- مدرسة بلخيري محمد
- مدرسة عمر إدريس
- مدرسة الأمير عبد القادر
- مدرسة بناصر احمد
- مدرسة بوبكري عبد الله
- مدرسة نعامة محمد الصغير
- مدرسة حاسي الوذان
- مدرسة بوديسة المسعود
- مدرسة بشر العمري
- مدرسة مجمع م ج حي البساتين
- مدرسة بن جغيدل عطية
- مدرسة بلحوت محمد
- مدرسة بوبكري أحمد
- مدرسة بكاي بكاي
- مدرسة خليلي بشير
- مدرسة لخضر لكتيلة
- مدرسة بن كيحول أحمد

### التعليم المتوسط
- متوسطة المجاهد صياحي عمار
- متوسطة المجاهد سقاي محمد
- متوسطة العقيد عميروش
- متوسطة عاشور زيان
- متوسطة يحياوي عطية

### التعليم الثانوي
هناك ثانويتين:
- ثانوية مصعب بن عمير
- ثانوية بعرير محمد